# Cindy Kirová
Dame Cynthia Alcyion Kirová GNZM QSO (nepřechýleně Kiro, * 1958) je novozélandskou akademičkou a odbornicí na veřejné zdraví, která se 21. října 2021 stala 22. generální guvernérkou Nového Zélandu a zároveň představitelkou britského krále na Niue, což je stát volně přidružený k Novému Zélandu.
Než se Kirová stala generální guvernérkou, byla generální ředitelkou Královské společnosti Te Apārangi a dříve Dětskou komisařkou, vedoucí Školy veřejného zdraví na Messeyho univerzitě, vedoucí Te Kura Māori na Universitě Victoria ve Wellingtonu a pro-vicekancléřkou (Māori) na Aucklandské univerzitě.
Kirová má doktorát z Massey University, dokončený v roce 2001.